# Złota strzała
Złota strzała (ang. The Arrow of Gold: A Story Between Two Notes) – powieść Josepha Conrada opublikowana w 1919. Autor w fabularyzowanej formie opisał historię swojego prawdopodobnego udziału w przemycie broni do Hiszpanii dla zwolenników Karola Burbona, pretendenta do tronu hiszpańskiego podczas pobytu w Marsylii w latach 70. XIX w. w okresie wojen karlistowskich. Biografowie do dziś spierają się, czy Conrad faktycznie miał sposobność uczestniczyć w opisanym procederze.
W formie książkowej ukazała się najpierw w Stanach Zjednoczonych (12 kwietnia 1919), zaś w Wielkiej Brytanii 6 sierpnia. Conrad zadedykował powieść swojemu przyjacielowi i asystentowi literackiemu Richardowi Curle.
Pierwsze polskie tłumaczenie wydał w 1948 krakowski Instytut Wydawniczy „Poziom”, przekładu dokonały Aniela Zagórska i Jadwiga Korniłowiczowa.

## Historia wydania
Conrad wspomina w liście do swego wydawcy o planowanym napisaniu „opowieści wojskowej na tle hiszpańskim” w 1915 r. Ewa Korzeniowska sugeruje, że bodźcem do pisania mógł być list przyjaciółki z dzieciństwa, Tekli Turskiej z 1914. Pierwsze 94 strony autor napisał własnoręcznie, ale kolejne podyktował, co mogło mieć negatywny wpływ na styl. Oryginalnie książka miała być zatytułowana „Śmiech”, a Conrad bawił się innymi możliwymi tytułami, wymieniając w listach: „L’Amie du Roi”, „The Goatherd”, „Two Sisters”, „Mme de Lastaola”, „The Heiress”.

## Fabuła
Marsylia, lata 70. XIX w., III wojna karlistowska. Tematem powieści jest trójkąt miłosny, między trójką zwolenników hiszpańskiego pretendenta do tronu Karola Burbona: piękną i kosmopolityczną heroinę Doñą Ritą, alter ego Conrada, Monsieur George’em i weteranem Konfederatów, kapitanem Bluntem, którzy trudnią się przemytem broni dla karlistów.

## Recepcja
Krytycy wysuwali wobec powieści zarzuty braku spoistości fabularnej, słabej charakterystyki bohaterów i rozwlekłości. John Galsworthy pisał: „Nie mogę znaleźć prawdziwego czucia w Złotej strzale. (...) W Młodości był czar, tu nie ma go ani śladu.”. Zdzisław Najder nazywa Złotą strzałę najsłabsza powieścią Conrada.